# HEX (roman)
HEX is een Nederlandse horrorroman uit 2013, geschreven door Thomas Olde Heuvelt. De auteur ontving voor dit boek in Amerika een Hugo Award voor het beste korte verhaal. De roman is verschenen bij uitgeverijen in de VS, Groot-Brittannië en andere landen. In mei 2014 werden de film- en televisierechten verkocht aan het Amerikaanse Warner Bros.

## Omschrijving
Het pittoreske Nederlandse dorpje Beek is in de greep van de zeventiende-eeuwse Wylerheks, die met haar dichtgenaaide mond en ogen de bewoners de stuipen op het lijf jaagt. Haar aanwezigheid is een lang bewaard geheim, maar wanneer een groep jongeren viral besluit te gaan, laat de heks de gemeenschap afglijden naar middeleeuwse praktijken.

## Personages
De familie de Graaf:
- Stefan, vader, werkt als docent bij de Radboud Universiteit.
- Jolanda, moeder, 40+
- Timo, 17 jaar[3], hij is goed met computers en is een niet erg succesvolle YouTube vlogger. Hij heeft een vriendin genaamd Lotte.
- Max, 13 jaar[4]

Het HEX-team:
- Robert Grim
- Martijn Winkels
- Jens van der Heijden
- Claire

De andere inwoners:
- Jelmer Holst
- Jules
- Burak
- Laurens
- Kobus Mater, raadsheer
- Jan Orthensen, wordt waanzinspriester

## Samenvatting
De AIVD is op de hoogte van de situatie en heeft een lokaal team aangesteld, het HEX-team. Het dorp heeft 400+ surveillancecamera’s en de internettoegang is gefilterd. Timo en een paar van zijn vrienden hebben de Open Your Eyes site waar ze tegen de regels in informatie over de vloek en heks delen en opslaan, ze hebben de digitale blokkade omzeild door alleen buiten Beek in te loggen. 
Het begint met het koppel Aerendonck dat een huis wil kopen in Beek, ze krijgen vijfduizend euro aangeboden om het niet te kopen maar doen het toch. Een telefonische waarschuwing over de vloek mag ook niet baten.  
Jelmer en zijn vrienden Jules en Burak halen steeds meer streken met de heks uit, op een dag snijden ze haar met een stanleymes. Daarna breken de paarden van familie de Graaf los en wordt de vermiste hond van de familie in het bos gevonden, opgehangen aan een boom. Ook wordt het water van de beek rood. Timo betrapt zijn vrienden op het stenigen van de heks, hij verwijdert al het belastend materiaal tegen hem (o.a de OYE site) en deelt de video die hij van het incident heeft gemaakt met Robert Grim. Timo's vrienden worden gestraft met lijfstraffen en Jelmers moeder wordt uit de dorpsraad gezet.  
Later speelt Jelmer het opgenomen gefluister van de heks af bij de slapende Timo. De dag later heeft Timo zichzelf opgehangen en Max wordt ziek van het eten van giftige paddenstoelen en heeft zijn ogen dichtgelijmd. Jolanda gaat met Max naar het ziekenhuis, Stefan is in shock en raakt in de overtuiging dat de heks Timo weer tot leven kan wekken. In een vlaag van waanzin opent hij haar mond en ogen door de garen los te knippen. Stefan rent weg. Inwoners voelen wat er gebeurd is en sommige zien dat haar ogen open zijn. Het dorp is afgesloten; "Bovendien was het niet alleen de elektriciteit, het ging om alles. De waterleiding. Het telefoonverkeer. Gasaansluitingen. De hele klerezooi". "Van orde was geen sprake meer: dit waren de wetten van chaos.". De heks betovert twee kinderen (Nienke en Jasper) en neemt ze mee. Ze proberen contact te krijgen met de buitenwereld, ze proberen eerst naar Ubbergen te gaan maar dat lukt niet, ze claxonneren, schreeuwen en steken vuurwerk af, maar reactie blijft uit.  
De dorpelingen hebben zich bewapend en worden opgeruid door waanzinspredikers, de sfeer wordt grimmiger. De supermarkten worden geplunderd, en het dorp verzakt in anarchie. Mensen hebben ondertussen vuren aangestoken bij de dorpsgrens, maar niemand komt erop af. Dan schreeuwt Jan om een bloedoffer. De woedende menigte is ervan overtuigd dat Jelmer de ogen van de heks heeft geopend, zijn moeder laat de deur op slot en laat hem aan zijn lot over. Martijn schiet een waarschuwingsschot met zijn dienstpistool waardoor de menigte stopt, maar dan komt de heks. Deze keer ziet ze er als een normaal mens uit in plaats van een halve mummie. De menigte begint om genade te smeken. Martijn probeert de heks te raken maar raakt de twee kinderen. De heks hoest in zijn gezicht en zijn bloed begon uit zijn mond te schuimen. 
"Dit was allemaal een test geweest. Ze hadden dit over zichzelf afgeroepen: zíj waren het kwaad, een menselijk kwaad. Zíj hadden het kwaad geschapen dat Katherina was, door de kommer en kwel in zichzelf de overhand te laten voeren, door onschuldigen te straffen en hun eigen handen in onschuld te wassen. Ze had hun een keus gegeven."
De dorpsinwoners worden behekst en lopen de Waal in. Stefan, als enige overlevende, kan het niet meer aanzien en naait zijn ogen dicht.